# Deopham
Deopham – wieś i civil parish w Anglii, w hrabstwie Norfolk, w dystrykcie South Norfolk. Leży 20 km na zachód od Norwich i 142 km na północny wschód od Londynu.
Miejscowość liczy 505 mieszkańców.